# Pentheroscion mbizi
Pentheroscion mbizi is een straalvinnige vissensoort uit de familie van ombervissen (Sciaenidae). De wetenschappelijke naam van de soort is voor het eerst geldig gepubliceerd in 1950 door Max Poll.